# Bacchus Marsh
Bacchus Marsh este un oraș în Victoria, Australia.